# V Krakowski Batalion Etapowy
V Krakowski batalion etapowy – oddział wojsk wartowniczych i etapowych w okresie II Rzeczypospolitej pełniący między innymi służbę ochronną na granicy polsko-sowieckiej.

## Formowanie i zmiany organizacyjne
Formowanie batalionu rozpoczęto na przełomie 1918-1919. Rozkazem nr 10 000 mob. z 19 lipca 1920 Minister Spraw Wojskowych przemianował 1/V batalion wartowniczy Krakowski na V Krakowski batalion etapowy. Do batalionu wcielono żołnierzy starszych wiekiem i o słabszej kondycji fizycznej. Oficerowie i podoficerowie nie mieli większego doświadczenia bojowego. Batalion nie posiadał broni ciężkiej, a broń indywidualną żołnierzy stanowiły stare karabiny różnych wzorów z niewielką ilością amunicji. 
10 września batalion przebywał na koncentracji wojsk etapowych 6 Armii w Winnikach. Liczył wtedy w stanie żywionych 7 oficerów oraz 222 podoficerów i szeregowców, w stanie bojowym zaś 8 oficerów oraz 224 podoficerów i szeregowców(?).
W lutym 1921 bataliony etapowe przejęły ochronę granicy polsko-rosyjskiej. Początkowo pełniły ją na linii kordonowej, a w maju zostały przesunięte bezpośrednio na linię graniczną z zadaniem zamknięcia wszystkich dróg, przejść i mostów.  
W 1921 bataliony etapowe ochraniające granicę przekształcono w bataliony celne. V Krakowski batalion etapowy wspólnie z III Krakowskim batalionem etapowym utworzyły 27 batalion celny.

## Służba etapowa
Celem zwolnienia wojsk liniowych ze służby kordonowej i szczelniejszego zamknięcia granicy państwa, w marcu 1921 Ministerstwo Spraw Wojskowych zarządziło obsadzenie Kordonu Naczelnego Dowództwa WP przez Bataliony Etapowe. V Kbe przejął od I/50 pp odcinek granicy od m. Ożenin do Ostaszewki. Dowództwo rozmieściło się w m. Butryn. W kwietniu 1921 uległa zmianie granica kordonowa. Batalion pozostał na swoich stanowiskach.
Z chwilą powstania 27 batalionu celnego objął on dotychczasowe odcinki III i V Krakowskich batalionów etapowych i częściowo odcinek I Lubelskiego batalionu etapowego.

## Dowódcy batalionu
- kpt. Józef Zehmann[13]
- kpt. Gustaw Kohman[13]